# Pouteria dominigensis
Pouteria dominigensis là một loài thực vật có hoa trong họ Hồng xiêm. Loài này được (C.F.Gaertn.) Baehni miêu tả khoa học đầu tiên năm 1942.